# Zielonki (Stary Targ)
Zielonki (deutsch Grünfelde, früher Grünfeld oder Gronfeld) ist eine Ortschaft in der Landgemeinde (Gmina) Stary Targ (Altmark) im Powiat Sztumski (Stuhmer Kreis) der polnischen Woiwodschaft Pommern.

## Geographische Lage
Die Ortschaft liegt im ehemaligen Westpreußen, etwa zehn Kilometer nordöstlich von Stuhm (Sztum), fünf Kilometer ostsüdöstlich von Deutsch Damerau (Dąbrówka Malborska) und anderthalb Kilometer südlich von Schroop (Szropy).

## Geschichte

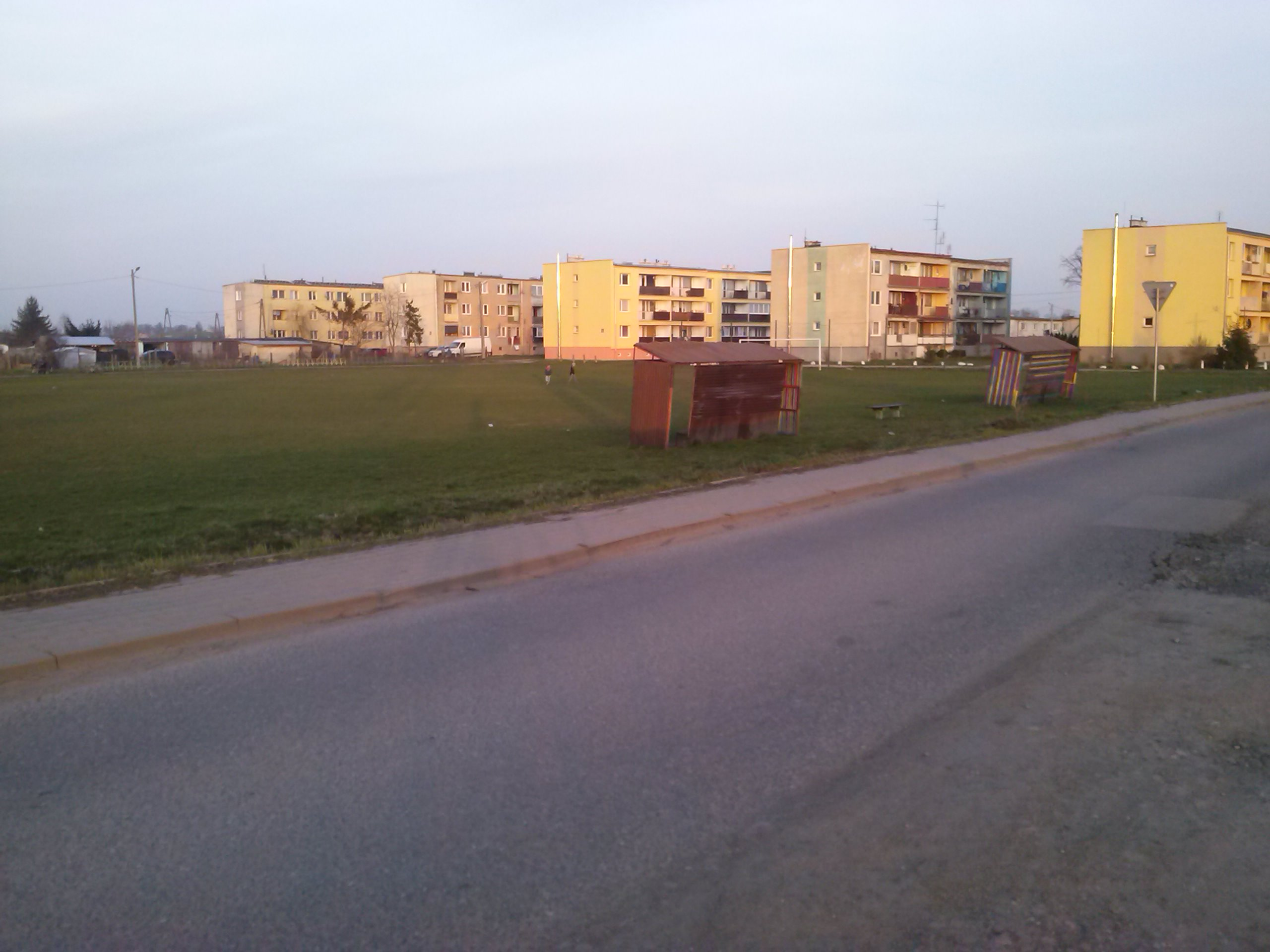
Wohnblöcke (März 2019)

Ältere Ortsbezeichnungen sind Grunevelt (1316), Grunefelt (1437), Grunfelde (1533), Grunefeld (1600) und Grünfelde (1768). Wie Funde von Steinkistengräbern der Bronzezeit belegen, war der Ort schon in vorgeschichtlicher Zeit bewohnt gewesen. Die Gründung der Ortschaft geht auf den Deutschordens-Landmeister Meinhard von Querfurt zurück, der ihn dem ersten Besitzer zu kulmischem Recht verlieh. Am 31. März 1316 erneuerte der oberste Trappier Luther von Braunschweig die Handfeste für die damaligen Besitzer, die Enkel des Erstbesitzers.
Die Ortschaft war seitdem stets Gut geblieben und befand sich um 1896 als Rittergut Grünfelde mit Ziegelei und Molkerei im Besitz von Hubert Carl Anton Rötteken, Privatdozent für Germanistik an der Universität Würzburg; 1906 wurde das Gut Grünfelde  königliche Domäne.
Am 1. April 1927 hatte der Gutsbezirk Grünfelde eine Flächengröße von 335 Hektar.
Am 30. September 1928 wurde der Gutsbezirk Grünfelde in die Landgemeinde Schroop im Landkreis Stuhm eingegliedert. Grünfelde war Sitz des Amtsbezirks Grünfelde, der die drei Landgemeinden Iggeln, Jordansdorf und Schroop umfasste und bis 1945 bestand.

### Demographie
| Jahr | Einwohner | Anmerkungen |
| ---- | --------- | --- |
| 1783 | –         | adliges Dorf und Vorwerk, 14 Feuerstellen (Haushaltungen), in Westpreußen                                         |
| 1818 | 088       | Hauptgut, adlige Besitzung                                                                                        |
| 1864 | 191       | Rittergut, darunter 49 Evangelische und 142 Katholiken                                                            |
| 1910 | 197       | Gutsbezirk, am 1. Dezember, darunter 40 Evangelische und 157 Katholiken; 69 Personen mit polnischer Muttersprache |
| 1925 | 181       | Gutsbezirk, am 16. Juni                                                                                           |

## Kirche
Die Protestanten der hier bis 1945 anwesenden Dorfbevölkerung gehörten zur evangelischen Pfarrei Losendorf.

## Söhne und Töchter des Orts
- Hubert Carl Anton Rötteken (1860–1943), deutscher Germanist, wurde in Grünfelde geboren[12]